# Chen Lu (kunstschaatsster)
Chen Lu (Chinees: 陈露; Changchun, 24 november 1976) is een Chinees voormalig kunstschaatsster. Ze nam deel aan drie edities van de Olympische Winterspelen: Albertville 1992, Lillehammer 1994 en Nagano 1998. Zowel in 1994 als in 1998 won Chen olympisch brons en in 1995 werd ze wereldkampioen. Ze is de eerste Chinese sporter die internationaal successen boekte bij het kunstrijden.

## Biografie
Chen groeide op met sportieve ouders: haar vader was ijshockeyer en haar moeder tafeltennister. Ze won kort na haar dertiende verjaardag de eerste van haar tien Chinese nationale titels. In 1991 en 1992 veroverde ze bronzen medailles bij de WK voor junioren.
Haar doorbraak bij de senioren beleefde Chen in 1992 tijdens de Olympische Winterspelen in Albertville. Ze werd er verrassend zesde. Een maand later won ze als eerste Chinese kunstschaatsster een medaille bij de wereldkampioenschappen toen ze brons bemachtigde. Ze herhaalde deze prestatie bij de WK in 1993 en de Olympische Winterspelen in Lillehammer. Chens belangrijkste overwinning was de wereldtitel op de WK in 1995. In 1996 won ze nog WK-zilver, maar door blessures en een conflict met haar coach werden de resultaten gauw minder. Na de Olympische Winterspelen in Nagano zou Chen in 1998 haar amateurcarrière beëindigen, maar onverwacht bleek ze een medaillekandidate te zijn. De juryleden twijfelden of ze de medaille aan Chen, aan Irina Sloetskaja of aan Maria Boetyrskaja moesten geven. Uiteindelijk won Chen brons, voor Boetyrskaja (vierde) en Sloetskaja (vijfde).
Als professionele kunstschaatsster toerde ze enige jaren met Stars on Ice. Daarnaast deed ze mee aan wedstrijden: zo werd ze in 1998 vierde op de WK voor professionals. Chen keerde in 2001 tijdelijk terug als kunstschaatsster om deel te kunnen nemen aan de Chinese Nationale Spelen, een sportevenement dat gewoonlijk elke vier jaar wordt gehouden. Ze schaatste op 1 februari 2007 tijdens de openingsceremonie van de zesde Aziatische Winterspelen. Chen huwde in 2005 met de Russische kunstschaatser Denis Petrov. Samen hebben ze een zoon (2006) en een dochter (2009). Het gezin woont in Shenzhen.

## Belangrijke resultaten
| Kampioenschap           | 89/90 | 90/91 | 91/92 | 92/93         | 93/94         | 94/95         | 95/96         | 96/97         | 97/98         |               | 00/01         |
| ----------------------- | ----- | ----- | ----- | ------------- | ------------- | ------------- | ------------- | ------------- | ------------- | ------------- | ------------- |
| Olympische Spelen       |       |       | 6e    |               | Brons         |               |               |               | Brons         |               |               |
| Wereldkampioenschap     |       | 12e   | Brons | Brons         | t.z.t.        | Goud          | Zilver        | 25e           |               |               |               |
| Aziatische Spelen       |       |       |       |               |               |               | Goud          |               |               |               |               |
| Grand Prix-finale       |       |       |       |               |               |               | 4e            |               |               |               |               |
| Nationaal kampioenschap | Goud  | Goud  | Goud  | Goud          | Goud          | Goud          | Goud          | Goud          | Goud          |               | Goud          |
| WK junioren             |       | Brons | Brons | geen deelname | geen deelname | geen deelname | geen deelname | geen deelname | geen deelname | geen deelname | geen deelname |